# グランツール
グランツール（英: Grand Tour、仏: Grands Tours、伊: Grande Giro、西: Grandes Vueltas、蘭: Grote Ronde）は、ヨーロッパで開催される自転車のプロロードレースのうちジロ・デ・イタリア、ツール・ド・フランス、ブエルタ・ア・エスパーニャの3つのステージレースの総称である。三大ツールともいう。

## 概要
ステージレースはジロ・デ・イタリア、ツール・ド・フランス、ブエルタ・ア・エスパーニャ以外にも数多存在するがこの3レースはいずれも実施期間及び走行距離がとりわけ長い。2013年現在、UCI競技規則で原則として定められている主な概要は
- 日程は15日以上23日以内。
- 競技区間の総走行距離は3500km以内。
- 日程の途中に2回の休息日を設けること、なお1回目の休息日は大会8日目以降に設定すること。

という過酷なもので、しかも平地・山岳・タイムトライアルというそれぞれ要求される能力が異なる種目で総合的な力を発揮できなければ良い成績を収められないという点において共通しており「最大・最高のステージレース」という意味合いから「グランツール」の名が冠せられている。それゆえ過酷さも他のレースとは桁違いであり、優勝することはもとより完走すること、果ては出場することさえ困難である。しかしその一方で知名度や賞金額も高いため、総合優勝者ともなれば最上級の賞賛が贈られるのはもちろんのこと出場するだけでも名誉なレースである。
中でもツール・ド・フランスはグランツールの中で最も歴史があり他の2レースと比較した場合、出場選手のレベルが相対的に高い。さらに知名度も高くロードレースに関心のない人もツールだけは特別に興味を持っていることが多く、大会期間中にテレビ中継等で観戦する人は世界で10億人を超すとも言われている。そのためツール・ド・フランスを「世界最大の自転車レース」と呼び、スポーツイベントとしてはオリンピックとサッカーワールドカップと同格の「世界三大スポーツ競技大会」と称されることもある。
しかしながらツール・ド・フランスがグランツールの中で最も過酷なレースかというと必ずしもそうとは言えず、山岳コースの設定はジロ・デ・イタリアのほうが厳しいと見る人も多い。そのためツール・ド・フランスが「世界最大の自転車レース」ならジロ・デ・イタリアは「世界最高の自転車レース」と評されることがある。

## 各グランツールの特徴

### ツール・ド・フランス
ツール・ド・フランスにおいては、「山岳コースではなるべく消耗が少ない走りに終始し、個人タイムトライアルで一気に勝負をつける」という戦略を総合争いの選手が使う場合が多く、5連覇を達成したミゲル・インドゥラインはそうした走り方の典型であった。また1989年の大会で大逆転優勝を収めたグレッグ・レモンもプロローグを除くタイムトライアルで常に勝利した。
そのほかエディ・メルクスや、後にドーピング疑惑で優勝を剥奪されたランス・アームストロング、フロイド・ランディスら山岳で積極的に攻撃を仕掛けたことで有名な選手たちもタイムトライアルでは圧倒的な力を示している。逆に8度の表彰台を経験しながらも、ついに中央に立つことがなかったレイモン・プリドールや6度の総合2位を経験しているヨープ・ズートメルクは個人タイムトライアルで総合首位者に差を広げられるケースが多かった。
グランツールの中で唯一、アルプスとピレネーの両方を走るレースでもある。

### ジロ・デ・イタリア
ジロ・デ・イタリアはツール・ド・フランスよりも山岳コースの設定回数が多く、またツール・ド・フランスより山岳コースの難度が高い傾向がある。そのため山岳が得意な選手に有利な大会とされる。場合によっては短距離ではあるが山を登るだけのステージもあり、ツールのように山でのロスを防ぎTTで勝負という展開には持ち込みにくい。
またツール・ド・フランスにおいてはポイント賞はスプリンター型の選手が獲得するのが常だが、2013年までのジロ・デ・イタリアは平坦と山岳を区別しないポイント制度であったため、総合成績上位のクライマーやオールラウンダーの選手が獲得するケースも少なくなかった（2020年までのブエルタにも同様の傾向があった）。
1970年代から1990年代半ばの総合優勝者については選手の国籍が多様化していたが、ブエルタ・ア・エスパーニャが1995年に従来の春開催から夏場の開催へと移行したことやツール・ド・フランス7連覇中時代にランス・アームストロングがジロを回避しツール一本に照準を定める形を取っていたことから、それに倣う選手が増加しはじめた。ちなみに1996年に優勝したパヴェル・トンコフ（ロシア）以降、2008年にアルベルト・コンタドール（スペイン）が優勝するまでイタリア国籍以外の優勝者が出ていなかった。

### ブエルタ・ア・エスパーニャ
山がちなスペインの地形上、しばしば厳しい勾配の激坂が登場する（2008年には最大23.6%、1km平均でも20%オーバーというステージもあった）。それに加えTTが短い（15km台のTTが設定された年もある）、山岳山頂ゴールステージそのものが多い（2013年には全21ステージの半数以上にあたる11ステージが山頂ゴールに設定された）、平坦ステージでも150km台と短いステージが多く大逃げが決まりにくいなどあり、ジロ・デ・イタリア以上に山を登れるクライマー系に近いライダーが総合上位へ来やすい。年によってはTTでライバルに先着を許したのにもかかわらず総合順位では上位に来るというライダーも少なくない。
かつて春期開催だった頃はジロ・デ・イタリアと開催期間が近い、ないし重なってしまうという日程的な問題があり有力なオールラウンダーやクライマーはジロ・デ・イタリアやその後のツール・ド・フランスに回ることも少なくなかった。一方、有力スプリンターのなかにはブエルタ・ア・エスパーニャを選択する選手もおりスプリンタータイプの選手が総合優勝を果たすこともあった。
今のように秋口の開催になってからは9月末に行われる世界選手権への調整レースと割り切り、最初から2週目途中まで走りきり計画的なリタイアを決行する選手も多いため、最終日にはプロトンが150人程度に減っている事も珍しくない。

## グランツールにおける主な記録

### 顕著な記録
グランツールとしての公式的記録に関する事項は主に完全制覇（全ての大会で総合優勝を果たすこと）、同一年度に2つ以上大会を制覇すること、同一大会における主要3部門（総合優勝、ポイント賞、山岳賞）獲得、同一年度における全大会区間優勝達成などに集約されるが、達成されたこと自体が困難であるという意味合いから同一年度にツール・ド・フランス、ジロ・デ・イタリアの2つのグランツールレース及び、ワンデイレースである世界選手権のいわゆるトリプルクラウンを達成した場合についても公式的記録事項とみなす場合がある。

### 顕著な生涯記録

#### 全グランツール総合優勝達成者
全ての大会で総合優勝を果たした選手。過去に7人の達成者がいる（達成順に列挙）。
| 選手名                                | ジロ・デ・イタリア                 | ツール・ド・フランス               | ブエルタ・ア・エスパーニャ |
| ------------------------------------- | ---------------------------------- | ---------------------------------- | -------------------------- |
| ジャック・アンクティル（ フランス）   | 2 （1960・1964）                   | 5 （1957・1961・1962・1963・1964） | 1 （1963）                 |
| フェリーチェ・ジモンディ（ イタリア） | 3 （1967・1969・1976）             | 1 （1965）                         | 1 （1968）                 |
| エディ・メルクス（ ベルギー）         | 5 （1968・1970・1972・1973・1974） | 5 （1969・1970・1971・1972・1974） | 1 （1973）                 |
| ベルナール・イノー（ フランス）       | 3 （1980・1982・1985）             | 5 （1978・1979・1981・1982・1985） | 2 （1978・1983）           |
| アルベルト・コンタドール（ スペイン） | 2 （2008・2015）                   | 2 （2007・2009）                   | 3 （2008・2012・2014）     |
| ヴィンチェンツォ・ニバリ（ イタリア） | 2 （2013・2016）                   | 1 （2014）                         | 1 （2010）                 |
| クリス・フルーム（ イギリス）         | 1 （2018）                         | 4 （2013・2015・2016・2017）       | 2 （2011・2017）           |

#### 連続全グランツール総合優勝達成者
同一年度における全グランツール総合優勝達成者は2018年シーズン終了時点で1人もいないが、年をまたいだ場合、過去に3人の達成者がいる。
（達成順に列挙）。
エディ・メルクス（ ベルギー） - 4
| レース名                                      | 年     |
| --------------------------------------------- | ------ |
| ジロ・デ・イタリア ツール・ド・フランス       | 1972年 |
| ブエルタ・ア・エスパーニャ ジロ・デ・イタリア | 1973年 |

ベルナール・イノー（ フランス） - 3
| レース名                                | 年     |
| --------------------------------------- | ------ |
| ジロ・デ・イタリア ツール・ド・フランス | 1982年 |
| ブエルタ・ア・エスパーニャ              | 1983年 |

クリス・フルーム（ イギリス） - 3
| レース名                                        | 年     |
| ----------------------------------------------- | ------ |
| ツール・ド・フランス ブエルタ・ア・エスパーニャ | 2017年 |
| ジロ・デ・イタリア                              | 2018年 |

#### 出場機会連続総合優勝記録
エディ・メルクス（ ベルギー） - 10
| レース名                                      | 年     |
| --------------------------------------------- | ------ |
| ツール・ド・フランス                          | 1969年 |
| ジロ・デ・イタリア ツール・ド・フランス       | 1970年 |
| ツール・ド・フランス                          | 1971年 |
| ジロ・デ・イタリア ツール・ド・フランス       | 1972年 |
| ブエルタ・ア・エスパーニャ ジロ・デ・イタリア | 1973年 |
| ジロ・デ・イタリア ツール・ド・フランス       | 1974年 |

ジャック・アンクティル（ フランス） - 5
| レース名                                        | 年     |
| ----------------------------------------------- | ------ |
| ツール・ド・フランス                            | 1962年 |
| ブエルタ・ア・エスパーニャ ツール・ド・フランス | 1963年 |
| ジロ・デ・イタリア ツール・ド・フランス         | 1964年 |

ミゲル・インドゥライン（ スペイン） - 5
| レース名                                | 年     |
| --------------------------------------- | ------ |
| ツール・ド・フランス                    | 1991年 |
| ジロ・デ・イタリア ツール・ド・フランス | 1992年 |
| ジロ・デ・イタリア ツール・ド・フランス | 1993年 |

ベルナール・イノー（ フランス） - 4（2回）
| レース名                                        | 年     |
| ----------------------------------------------- | ------ |
| ブエルタ・ア・エスパーニャ ツール・ド・フランス | 1978年 |
| ツール・ド・フランス                            | 1979年 |
| ジロ・デ・イタリア                              | 1980年 |

| レース名                                | 年     |
| --------------------------------------- | ------ |
| ツール・ド・フランス                    | 1981年 |
| ジロ・デ・イタリア ツール・ド・フランス | 1982年 |
| ブエルタ・ア・エスパーニャ              | 1983年 |

アルベルト・コンタドール（ スペイン） - 4
| レース名                                      | 年     |
| --------------------------------------------- | ------ |
| ツール・ド・フランス                          | 2007年 |
| ジロ・デ・イタリア ブエルタ・ア・エスパーニャ | 2008年 |
| ツール・ド・フランス                          | 2009年 |

クリス・フルーム（ イギリス） - 3
| レース名                                        | 年     |
| ----------------------------------------------- | ------ |
| ツール・ド・フランス ブエルタ・ア・エスパーニャ | 2017年 |
| ジロ・デ・イタリア                              | 2018年 |

### 顕著な年間記録

#### 「ダブルツール」に関連する記録
「ダブルツール達成」とは1949年にファウスト・コッピが初めて同一年度にツール・ド・フランスとジロ・デ・イタリアで総合優勝を達成したことに起因して、以後もツール・ド・フランス、ジロ・デ・イタリアの2つのレースを同一年度に制することに対する俗称として用いられてきた。しかし現在はブエルタ・ア・エスパーニャを含めた3つのグランツールレースのうち、同一年度に2つのレースを制覇したことへの意味合いに変わりつつある。
なお、ブエルタ・ア・エスパーニャは1994年までは春期(おおむね4～5月)開催、1995年以後が夏期(8～9月)開催。

##### ツール・ド・フランスとジロ・デ・イタリア
過去に8人の達成者がいる（達成順に列挙）。
| 選手名                                | 達成回数 | 達成年度             |
| ------------------------------------- | -------- | -------------------- |
| ファウスト・コッピ（ イタリア）       | 2回      | 1949年 1952年        |
| ジャック・アンクティル（ フランス）   | 1回      | 1964年               |
| エディ・メルクス（ ベルギー）         | 3回      | 1970年 1972年 1974年 |
| ベルナール・イノー（ フランス）       | 2回      | 1982年 1985年        |
| ステファン・ロッシュ（ アイルランド） | 1回      | 1987年               |
| ミゲル・インドゥライン（ スペイン）   | 2回      | 1992年 1993年        |
| マルコ・パンターニ（ イタリア）       | 1回      | 1998年               |
| タデイ・ポガチャル（ スロベニア）     | 1回      | 2024年               |

##### ツール・ド・フランスとブエルタ・ア・エスパーニャ
過去に3人の達成者がいる（達成順に列挙）。
| 選手名                              | 達成回数 | 達成年度 |
| ----------------------------------- | -------- | -------- |
| ジャック・アンクティル（ フランス） | 1回      | 1963年   |
| ベルナール・イノー（ フランス）     | 1回      | 1978年   |

以下はブエルタが8〜9月開催に移行してツールと連続した大会になった以後の達成者。
| 選手名                       | 達成回数 | 達成年度 |
| ---------------------------- | -------- | -------- |
| クリス・フルーム ( イギリス) | 1回      | 2017年   |

##### ジロ・デ・イタリアとブエルタ・ア・エスパーニャ
過去に3人の達成者がいる（達成順に列挙）。
| 選手名                                | 達成回数 | 達成年度 |
| ------------------------------------- | -------- | -------- |
| エディ・メルクス（ ベルギー）         | 1回      | 1973年   |
| ジョヴァンニ・バッタリン（ イタリア） | 1回      | 1981年   |

以下はブエルタが8〜9月開催に移行してツールを跨いだ大会になって以後の達成者。
| 選手名                                | 達成回数 | 達成年度 |
| ------------------------------------- | -------- | -------- |
| アルベルト・コンタドール（ スペイン） | 1回      | 2008年   |

#### 同一レース主要3部門獲得（完全優勝）者
同一レース主要3部門獲得とは総合成績、ポイント賞、山岳賞の3つの賞について同一レースでそのいずれにおいても1位になることを指す（いわゆる完全優勝）。過去に3人の達成者がいる（達成順に列挙）。
| 選手名                              | 大会名                     | 達成年度 |
| ----------------------------------- | -------------------------- | -------- |
| エディ・メルクス（ ベルギー）       | ジロ・デ・イタリア         | 1968年   |
| エディ・メルクス（ ベルギー）       | ツール・ド・フランス       | 1969年   |
| トニー・ロミンゲル（ スイス）       | ブエルタ・ア・エスパーニャ | 1993年   |
| ローラン・ジャラベール（ フランス） | ブエルタ・ア・エスパーニャ | 1995年   |

#### 同一年度全グランツール区間優勝達成者
過去に3人の達成者がいる（達成順に列挙）。
| 選手名                              | 達成回数 | 達成年度 |
| ----------------------------------- | -------- | -------- |
| ミゲル・ポブレット（ スペイン）     | 1回      | 1956年   |
| ピエリーノ・バフィ（ イタリア）     | 1回      | 1958年   |
| アレサンドロ・ペタッキ（ イタリア） | 1回      | 2003年   |

その他、2006年にカルロス・サストレがチームタイムトライアルを含んだ同一年度全大会ステージ優勝を達成している。
なお、グランツールの山岳賞に関連する項目は山岳賞、ポイント賞に関連する項目はポイント賞を参照のこと。

#### ｢トリプルクラウン｣に関連する記録
ツール・ド・フランスとジロ・デ・イタリア両レースの総合優勝に加え、世界選手権ロードレースの個人ロードレース種目も併せて同一年度に制覇することを俗に「トリプルクラウン」と呼ぶことがある。過去に3人の達成者がいる（達成順に列挙）。
| 選手名                                | 達成回数 | 達成年度 |
| ------------------------------------- | -------- | -------- |
| エディ・メルクス（ ベルギー）         | 1回      | 1974年   |
| ステファン・ロッシュ（ アイルランド） | 1回      | 1987年   |
| タデイ・ポガチャル（ スロベニア）     | 1回      | 2024年   |

その他、同一年での制覇でない生涯三冠制覇選手として、ファウスト・コッピ（イタリア）、フェリーチェ・ジモンディ（イタリア）、ベルナール・イノー（フランス）の3名、かつ世界選手権ロードレースの個人ロードレースでなく個人タイムトライアルで優勝した選手として、ミゲル・インドゥライン（スペイン）がいる。また、同一年制覇ながら世界選手権をトラック（個人追い抜き）で優勝した選手にファウスト・コッピ（イタリア）がいる。

### 総合優勝回数ランキング
| 順位 | 選手名                     | 通算 | ツール・ド・フランス             | ジロ・デ・イタリア               | ブエルタ・ア・エスパーニャ |
| ---- | -------------------------- | ---- | -------------------------------- | -------------------------------- | -------------------------- |
| 1    | エディ・メルクス           | 11   | 5 (1969, 1970, 1971, 1972, 1974) | 5 (1968, 1970, 1972, 1973, 1974) | 1 (1973)                   |
| 2    | ベルナール・イノー         | 10   | 5 (1978, 1979, 1981, 1982, 1985) | 3 (1980, 1982, 1985)             | 2 (1978, 1983)             |
| 3    | ジャック・アンクティル     | 8    | 5 (1957, 1961, 1962, 1963, 1964) | 2 (1960, 1964)                   | 1 (1963)                   |
| 4    | ファウスト・コッピ         | 7    | 2 (1949, 1952)                   | 5 (1940, 1947, 1949, 1952, 1953) |                            |
| 4    | ミゲル・インドゥライン     | 7    | 5 (1991, 1992, 1993, 1994, 1995) | 2 (1992, 1993)                   |                            |
| 4    | アルベルト・コンタドール   | 7    | 2 (2007, 2009)                   | 2 (2008, 2015)                   | 3 (2008, 2012, 2014)       |
| 4    | クリス・フルーム           | 7    | 4 (2013, 2015, 2016, 2017)       | 1 (2018)                         | 2 (2011, 2017)             |
| 8    | ジーノ・バルタリ           | 5    | 2 (1938, 1948)                   | 3 (1936, 1937, 1946)             |                            |
| 8    | アルフレッド・ビンダ       | 5    |                                  | 5 (1923, 1925, 1927, 1928, 1929) |                            |
| 8    | フェリーチェ・ジモンディ   | 5    | 1 (1965)                         | 3 (1967, 1969, 1976)             | 1 (1968)                   |
| 8    | プリモシュ・ログリッチ     | 5    |                                  | 1 (2023)                         | 4(2019, 2020, 2021, 2024)  |
| 12   | トニー・ロミンゲル         | 4    |                                  | 1 (1995)                         | 3 (1992, 1993, 1994)       |
| 12   | ロベルト・エラス           | 4    |                                  |                                  | 4 (2000, 2003, 2004, 2005) |
| 12   | ヴィンチェンツォ・ニバリ   | 4    | 1 (2014)                         | 2 (2013, 2016)                   | 1 (2010)                   |
| 12   | タデイ・ポガチャル         | 4    | 3 (2020, 2021, 2024)             | 1 (2024)                         |                            |
| 16   | ルイゾン・ボベ             | 3    | 3 (1953, 1954, 1955)             |                                  |                            |
| 16   | ジョヴァンニ・ブルネーロ   | 3    |                                  | 3 (1921, 1922, 1926)             |                            |
| 16   | ペドロ・デルガド           | 3    | 1 (1988)                         |                                  | 2 (1985, 1989)             |
| 16   | ローラン・フィニョン       | 3    | 2 (1983, 1984)                   | 1 (1989)                         |                            |
| 16   | カルロ・ガレッティ         | 3    |                                  | 3 (1910, 1911, 1912)             |                            |
| 16   | シャルリー・ゴール         | 3    | 1 (1958)                         | 2 (1956, 1959)                   |                            |
| 16   | グレッグ・レモン           | 3    | 3 (1986, 1989, 1990)             |                                  |                            |
| 16   | フィオレンツォ・マーニ     | 3    |                                  | 3 (1948, 1951, 1955)             |                            |
| 16   | フィリップ・ティス         | 3    | 3 (1913, 1914, 1920)             |                                  |                            |
| 26   | デニス・メンショフ         | 2    |                                  | 1 (2009)                         | 1 (2007)                   |
| 26   | フランコ・バルマミオン     | 2    |                                  | 2 (1962, 1963)                   |                            |
| 26   | イヴァン・バッソ           | 2    |                                  | 2 (2006, 2010)                   |                            |
| 26   | ジョヴァンニ・バッタリン   | 2    |                                  | 1 (1981)                         | 1 (1981)                   |
| 26   | フリアン・ベレンデロ       | 2    |                                  |                                  | 2 (1941, 1942)             |
| 26   | オッタヴィオ・ボテッキア   | 2    | 2 (1924, 1925)                   |                                  |                            |
| 26   | フスターフ・デロール       | 2    |                                  |                                  | 2 (1935, 1936)             |
| 26   | ニコラ・フランツ           | 2    | 2 (1927, 1928)                   |                                  |                            |
| 26   | ホセ・マヌエル・フエンテ   | 2    |                                  |                                  | 2 (1972, 1974)             |
| 26   | イヴァン・ゴッティ         | 2    |                                  | 2 (1997, 1999)                   |                            |
| 26   | ヤン・ヤンセン             | 2    | 1 (1968)                         |                                  | 1 (1967)                   |
| 26   | ユーゴ・コブレ             | 2    | 1 (1951)                         | 1 (1950)                         |                            |
| 26   | フィルマン・ランボー       | 2    | 2 (1919, 1922)                   |                                  |                            |
| 26   | アンドレ・ルデュック       | 2    | 2 (1930, 1932)                   |                                  |                            |
| 26   | シルヴェール・マース       | 2    | 2 (1936, 1939)                   |                                  |                            |
| 26   | アントナン・マーニュ       | 2    | 2 (1931, 1934)                   |                                  |                            |
| 26   | ルイス・オカーニャ         | 2    | 1 (1973)                         |                                  | 1 (1970)                   |
| 26   | マルコ・パンターニ         | 2    | 1 (1998)                         | 1 (1998)                         |                            |
| 26   | ルシアン・プティブルトン   | 2    | 2 (1907, 1908)                   |                                  |                            |
| 26   | ロジェ・パンジョン         | 2    | 1 (1967)                         | 1 (1969)                         |                            |
| 26   | ステファン・ロッシュ       | 2    | 1 (1987)                         | 1 (1987)                         |                            |
| 26   | パオロ・サヴォルデッリ     | 2    |                                  | 2 (2002, 2005)                   |                            |
| 26   | ジュゼッペ・サロンニ       | 2    |                                  | 2 (1979, 1983)                   |                            |
| 26   | ジルベルト・シモーニ       | 2    |                                  | 2 (2001, 2003)                   |                            |
| 26   | ベルナール・テヴネ         | 2    | 2 (1975, 1977)                   |                                  |                            |
| 26   | ヤン・ウルリッヒ           | 2    | 1 (1997)                         |                                  | 1 (1999)                   |
| 26   | ジョヴァンニ・ヴァレッティ | 2    |                                  | 2 (1938, 1939)                   |                            |
| 26   | ヨープ・ズートメルク       | 2    | 1 (1980)                         |                                  | 1 (1979)                   |
| 26   | アレックス・ツェーレ       | 2    |                                  |                                  | 2 (1996, 1997)             |
| 26   | ナイロ・キンタナ           | 2    |                                  | 1 (2014)                         | 1 (2016)                   |
| 26   | エガン・ベルナル           | 2    | 1 (2019)                         | 1 (2021)                         |                            |
| 26   | ヨナス・ヴィンゲゴー       | 2    | 2 (2022, 2023)                   |                                  |                            |
| 26   | サイモン・イェーツ         | 2    |                                  | 1 (2025)                         | 1 (2018)                   |

## グランツール歴代総合優勝者
| 年     | ジロ・デ・イタリア                                                                                    | ツール・ド・フランス           | ブエルタ・ア・エスパーニャ     |
| ------ | --- | ------------------------------ | ------------------------------ |
| 1903年 | | モリス・ガラン                 |                                |
| 1904年 | アンリ・コルネ                                                                                        |                                |                                |
| 1905年 | ルイ・トゥルスリエ                                                                                    |                                |                                |
| 1906年 | ルネ・ポティエ                                                                                        |                                |                                |
| 1907年 | ルシアン・プティブルトン (1/2)                                                                        |                                |                                |
| 1908年 | ルシアン・プティブルトン (2/2)                                                                        |                                |                                |
| 1909年 | ルイジ・ガンナ                                                                                        | フランソワ・ファベール         |                                |
| 1910年 | カルロ・ガレッティ (1/3)                                                                              | オクタブ・ラピーズ             |                                |
| 1911年 | カルロ・ガレッティ (2/3)                                                                              | ギュスタヴ・ガリグー           |                                |
| 1912年 | アタラ・ダンロップ （カルロ・ガレッティ (3/3)、 ジョヴァンニ・ミケレット、 エベラルド・パヴェージ。） | オディル・ドフレイエ           |                                |
| 1913年 | カルロ・オリアーニ                                                                                    | フィリップ・ティス (1/3)       |                                |
| 1914年 | アルフォンソ・カルツォラーリ                                                                          | フィリップ・ティス (2/3)       |                                |
| 1915年 | 第一次世界大戦の影響により中止                                                                        | 第一次世界大戦の影響により中止 |                                |
| 1916年 | 第一次世界大戦の影響により中止                                                                        | 第一次世界大戦の影響により中止 |                                |
| 1917年 | 第一次世界大戦の影響により中止                                                                        | 第一次世界大戦の影響により中止 |                                |
| 1918年 | 第一次世界大戦の影響により中止                                                                        | 第一次世界大戦の影響により中止 |                                |
| 1919年 | コスタンテ・ジラルデンゴ (1/2)                                                                        | フィルマン・ランボー (1/2)     |                                |
| 1920年 | ガエターノ・ベローニ                                                                                  | フィリップ・ティス (3/3)       |                                |
| 1921年 | ジョバンニ・ブルネーロ (1/3)                                                                          | レオン・シウール               |                                |
| 1922年 | ジョバンニ・ブルネーロ (2/3)                                                                          | フィルマン・ランボー (2/2)     |                                |
| 1923年 | コスタンテ・ジラルデンゴ (2/2)                                                                        | アンリ・ペリシエ               |                                |
| 1924年 | ジュゼッペ・エンリーチ                                                                                | オッタビオ・ボテッキア (1/2)   |                                |
| 1925年 | アルフレッド・ビンダ (1/5)                                                                            | オッタビオ・ボテッキア (2/2)   |                                |
| 1926年 | ジョバンニ・ブルネーロ (3/3)                                                                          | ルシアン・ビュイス             |                                |
| 1927年 | アルフレッド・ビンダ (2/5)                                                                            | ニコラ・フランツ (1/2)         |                                |
| 1928年 | アルフレッド・ビンダ (3/5)                                                                            | ニコラ・フランツ (2/2)         |                                |
| 1929年 | アルフレッド・ビンダ (4/5)                                                                            | モリス・ドゥワエル             |                                |
| 1930年 | ルイジ・マルキジオ                                                                                    | アンドレ・ルデュック (1/2)     |                                |
| 1931年 | フランチェスコ・カムッソ                                                                              | アントナン・マーニュ (1/2)     |                                |
| 1932年 | アントニオ・ペゼンティ                                                                                | アンドレ・ルデュック (2/2)     |                                |
| 1933年 | アルフレッド・ビンダ (5/5)                                                                            | ジョルジュ・スペシェ           |                                |
| 1934年 | レアルコ・グエラ                                                                                      | アントナン・マーニュ (2/2)     |                                |
| 1935年 | ヴァスコ・ベルガマスキ                                                                                | ロマン・マース                 | フスターフ・デロール (1/2)     |
| 1936年 | ジーノ・バルタリ (1/5)                                                                                | シルベール・マース (1/2)       | フスターフ・デロール (2/2)     |
| 1937年 | ジーノ・バルタリ (2/5)                                                                                | ロジェ・ラペビー               | スペイン内戦の影響により中止   |
| 1938年 | ジョヴァンニ・ヴァレッティ (1/2)                                                                      | ジーノ・バルタリ (3/5)         | スペイン内戦の影響により中止   |
| 1939年 | ジョヴァンニ・ヴァレッティ (2/2)                                                                      | シルベール・マース (2/2)       | スペイン内戦の影響により中止   |
| 1940年 | ファウスト・コッピ (1/7)                                                                              | 第二次世界大戦の影響により中止 | スペイン内戦の影響により中止   |
| 1941年 | 第二次世界大戦の影響により中止                                                                        | 第二次世界大戦の影響により中止 | フリアン・ベレンデーロ (1/2)   |
| 1942年 | 第二次世界大戦の影響により中止                                                                        | 第二次世界大戦の影響により中止 | フリアン・ベレンデーロ (2/2)   |
| 1943年 | 第二次世界大戦の影響により中止                                                                        | 第二次世界大戦の影響により中止 | 第二次世界大戦の影響により中止 |
| 1944年 | 第二次世界大戦の影響により中止                                                                        | 第二次世界大戦の影響により中止 | 第二次世界大戦の影響により中止 |
| 1945年 | 第二次世界大戦の影響により中止                                                                        | 第二次世界大戦の影響により中止 | デリオ・ロドリゲス             |
| 1946年 | ジーノ・バルタリ (4/5)                                                                                | 第二次世界大戦の影響により中止 | ダルマシオ・ランガリカ         |
| 1947年 | ファウスト・コッピ (2/7)                                                                              | ジャン・ロビック               | エドワード・ファン・ダイク     |
| 1948年 | フィオレンツォ・マーニ (1/3)                                                                          | ジーノ・バルタリ (5/5)         | ベルナルド・ルイス             |
| 1949年 | ファウスト・コッピ (3/7)                                                                              | ファウスト・コッピ (4/7)       | 中止                           |
| 1950年 | ユーゴ・コブレ (1/2)                                                                                  | フェルディナント・キュプラー   | エミリオ・ロドリゲス           |
| 1951年 | フィオレンツォ・マーニ (2/3)                                                                          | ユーゴ・コブレ (2/2)           | 中止                           |
| 1952年 | ファウスト・コッピ (5/7)                                                                              | ファウスト・コッピ (6/7)       | 中止                           |
| 1953年 | ファウスト・コッピ (7/7)                                                                              | ルイゾン・ボベ (1/3)           | 中止                           |
| 1954年 | カルロ・クレリーチ                                                                                    | ルイゾン・ボベ (2/3)           | 中止                           |
| 1955年 | フィオレンツォ・マーニ (3/3)                                                                          | ルイゾン・ボベ (3/3)           | ジャン・ドット                 |
| 1956年 | シャルリー・ゴール (1/3)                                                                              | ロジェ・ワルコビャック         | アンジェロ・コンテルノ         |
| 1957年 | ガストネ・ネンチーニ (1/2)                                                                            | ジャック・アンクティル (1/8)   | ヘスス・ロローニョ             |
| 1958年 | エルコーレ・バルディーニ                                                                              | シャルリー・ゴール (2/3)       | ジャン・スタブリンスキ         |
| 1959年 | シャルリー・ゴール (3/3)                                                                              | フェデリコ・バーモンテス       | アントニオ・スアレス           |
| 1960年 | ジャック・アンクティル (2/8)                                                                          | ガストネ・ネンチーニ (2/2)     | フランス・デ・ムルダー         |
| 1961年 | アルナルド・パンビアンコ                                                                              | ジャック・アンクティル (3/8)   | アンヘリノ・ソレル             |
| 1962年 | フランコ・バルマミオン (1/2)                                                                          | ジャック・アンクティル (4/8)   | ルディ・アルティヒ             |
| 1963年 | フランコ・パルマミオン (2/2)                                                                          | ジャック・アンクティル (6/8)   | ジャック・アンクティル (5/8)   |
| 1964年 | ジャック・アンクティル (7/8)                                                                          | ジャック・アンクティル (8/8)   | レイモン・プリドール           |
| 1965年 | ビットリオ・アドルニ                                                                                  | フェリーチェ・ジモンディ (1/5) | ロルフ・ウォルフショール       |
| 1966年 | ジャンニ・モッタ                                                                                      | ルシアン・エマール             | フランシスコ・ガビカ           |
| 1967年 | フェリーチェ・ジモンディ (2/5)                                                                        | ロジェ・パンジョン (1/2)       | ヤン・ヤンセン (1/2)           |
| 1968年 | エディ・メルクス (1/11)                                                                               | ヤン・ヤンセン (2/2)           | フェリーチェ・ジモンディ (3/5) |
| 1969年 | フェリーチェ・ジモンディ (4/5)                                                                        | エディ・メルクス (2/11)        | ロジェ・パンジョン (2/2)       |
| 1970年 | エディ・メルクス (3/11)                                                                               | エディ・メルクス (4/11)        | ルイス・オカーニャ (1/2)       |
| 1971年 | イェスタ・ペーテルソン                                                                                | エディ・メルクス (5/11)        | フェルディナント・ブラック     |
| 1972年 | エディ・メルクス (6/11)                                                                               | エディ・メルクス (7/11)        | ホセ・マヌエル・フエンテ (1/2) |
| 1973年 | エディ・メルクス (9/11)                                                                               | ルイス・オカーニャ (2/2)       | エディ・メルクス (8/11)        |
| 1974年 | エディ・メルクス (10/11)                                                                              | エディ・メルクス (11/11)       | ホセ・マヌエル・フエンテ (2/2) |
| 1975年 | ファウスト・ベルトリオ                                                                                | ベルナール・テブネ (1/2)       | アグスティン・タマメス         |
| 1976年 | フェリーチェ・ジモンディ (5/5)                                                                        | ルシアン・バンインプ           | ホセ・ペサロドーナ             |
| 1977年 | ミッシェル・ポランティエール                                                                          | ベルナール・テブネ (2/2)       | フレディ・マルテンス           |
| 1978年 | ヨハン・デミュインク                                                                                  | ベルナール・イノー (2/10)      | ベルナール・イノー (1/10)      |
| 1979年 | ジュゼッペ・サローニ (1/2)                                                                            | ベルナール・イノー (3/10)      | ヨープ・ズートメルク (1/2)     |
| 1980年 | ベルナール・イノー (4/10)                                                                             | ヨープ・ズートメルク (2/2)     | ファウスティーノ・ルペレス     |
| 1981年 | ジョバンニ・バッタリン (2/2)                                                                          | ベルナール・イノー (5/10)      | ジョバンニ・バッタリン (1/2)   |
| 1982年 | ベルナール・イノー (6/10)                                                                             | ベルナール・イノー (7/10)      | マリノ・レハレタ               |
| 1983年 | ジュゼッペ・サローニ (2/2)                                                                            | ローラン・フィニョン (1/3)     | ベルナール・イノー (8/10)      |
| 1984年 | フランチェスコ・モゼール                                                                              | ローラン・フィニョン (2/3)     | エリック・カリトゥー           |
| 1985年 | ベルナール・イノー (9/10)                                                                             | ベルナール・イノー (10/10)     | ペドロ・デルガド (1/3)         |
| 1986年 | ロベルト・ヴィセンティーニ                                                                            | グレッグ・レモン (1/3)         | アルバロ・ピノ                 |
| 1987年 | ステファン・ロッシュ (1/2)                                                                            | ステファン・ロッシュ (2/2)     | ルイス・エレラ                 |
| 1988年 | アンドリュー・ハンプステン                                                                            | ペドロ・デルガド (2/3)         | ショーン・ケリー               |
| 1989年 | ローラン・フィニョン (3/3)                                                                            | グレッグ・レモン (2/3)         | ペドロ・デルガド (3/3)         |
| 1990年 | ジャンニ・ブーニョ                                                                                    | グレッグ・レモン (3/3)         | マルコ・ジョヴァンネッティ     |
| 1991年 | フランコ・キオッチョーリ                                                                              | ミゲル・インドゥライン (1/7)   | メルチョル・マウリ             |
| 1992年 | ミゲル・インドゥライン (2/7)                                                                          | ミゲル・インドゥライン (3/7)   | トニー・ロミンゲル (1/4)       |
| 1993年 | ミゲル・インドゥライン (4/7)                                                                          | ミゲル・インドゥライン (5/7)   | トニー・ロミンゲル (2/4)       |
| 1994年 | エフゲニー・ベルツィン                                                                                | ミゲル・インドゥライン (6/7)   | トニー・ロミンゲル (3/4)       |
| 1995年 | トニー・ロミンゲル (4/4)                                                                              | ミゲル・インドゥライン (7/7)   | ローラン・ジャラベール         |
| 1996年 | パヴェル・トンコフ                                                                                    | ビャルヌ・リース               | アレックス・ツーレ (1/2)       |
| 1997年 | イヴァン・ゴッティ (1/2)                                                                              | ヤン・ウルリッヒ (1/2)         | アレックス・ツーレ (2/2)       |
| 1998年 | マルコ・パンターニ (1/2)                                                                              | マルコ・パンターニ (2/2)       | アブラハム・オラーノ           |
| 1999年 | イヴァン・ゴッティ (2/2)                                                                              | ランス・アームストロング (1/7) | ヤン・ウルリッヒ (2/2)         |
| 2000年 | ステファノ・ガルゼッリ                                                                                | ランス・アームストロング (2/7) | ロベルト・エラス (1/4)         |
| 2001年 | ジルベルト・シモーニ (1/2)                                                                            | ランス・アームストロング (3/7) | アンヘル・カセーロ             |
| 2002年 | パオロ・サヴォルデッリ (1/2)                                                                          | ランス・アームストロング (4/7) | アイトール・ゴンサレス         |
| 2003年 | ジルベルト・シモーニ (2/2)                                                                            | ランス・アームストロング (5/7) | ロベルト・エラス (2/4)         |
| 2004年 | ダミアーノ・クネゴ                                                                                    | ランス・アームストロング (6/7) | ロベルト・エラス (3/4)         |
| 2005年 | パオロ・サヴォルデッリ (2/2)                                                                          | ランス・アームストロング (7/7) | ロベルト・エラス (4/4)         |
| 2006年 | イヴァン・バッソ (1/2)                                                                                | オスカル・ペレイロ             | アレクサンドル・ヴィノクロフ   |
| 2007年 | ダニーロ・ディルーカ                                                                                  | アルベルト・コンタドール (1/7) | デニス・メンショフ (1/2)       |
| 2008年 | アルベルト・コンタドール (2/7)                                                                        | カルロス・サストレ             | アルベルト・コンタドール (3/7) |
| 2009年 | デニス・メンショフ (2/2)                                                                              | アルベルト・コンタドール (4/7) | アレハンドロ・バルベルデ       |
| 2010年 | イヴァン・バッソ (2/2)                                                                                | アンディ・シュレク             | ヴィンチェンツォ・ニバリ (1/4) |
| 2011年 | ミケーレ・スカルポーニ                                                                                | カデル・エヴァンス             | クリス・フルーム (1/7)         |
| 2012年 | ライダー・ヘシェダル                                                                                  | ブラッドリー・ウィギンス       | アルベルト・コンタドール (5/7) |
| 2013年 | ヴィンチェンツォ・ニバリ (2/4)                                                                        | クリス・フルーム (2/7)         | クリストファー・ホーナー       |
| 2014年 | ナイロ・キンタナ (1/2)                                                                                | ヴィンチェンツォ・ニバリ (3/4) | アルベルト・コンタドール (6/7) |
| 2015年 | アルベルト・コンタドール (7/7)                                                                        | クリス・フルーム (3/7)         | ファビオ・アル                 |
| 2016年 | ヴィンチェンツォ・ニバリ (4/4)                                                                        | クリス・フルーム (4/7)         | ナイロ・キンタナ (2/2)         |
| 2017年 | トム・デュムラン                                                                                      | クリス・フルーム (5/7)         | クリス・フルーム (6/7)         |
| 2018年 | クリス・フルーム (7/7)                                                                                | ゲラント・トーマス             | サイモン・イェーツ             |
| 2019年 | リチャル・カラパス                                                                                    | エガン・ベルナル (1/2)         | プリモシュ・ログリッチ (1/5)   |
| 2020年 | テイオ・ゲイガンハート                                                                                | タデイ・ポガチャル (1/4)       | プリモシュ・ログリッチ (2/5)   |
| 2021年 | エガン・ベルナル (2/2)                                                                                | タデイ・ポガチャル (2/4)       | プリモシュ・ログリッチ (3/5)   |
| 2022年 | ジャイ・ヒンドレー                                                                                    | ヨナス・ヴィンゲゴー (1/2)     | レムコ・エヴェネプール         |
| 2023年 | プリモシュ・ログリッチ (4/5)                                                                          | ヨナス・ヴィンゲゴー (2/2)     | セップ・クス                   |
| 2024年 | タデイ・ポガチャル (3/4)                                                                              | タデイ・ポガチャル (4/4)       | プリモシュ・ログリッチ (5/5)   |
| 年     | ジロ・デ・イタリア                                                                                    | ツール・ド・フランス           | ブエルタ・ア・エスパーニャ     |

| 年間トリプルクラウン達成 |
| 年間ダブルツール達成     |